# Johan Oscar Carlberg
Johan Oscar Carlberg, född 3 oktober 1817 i Linköping, död 16 maj 1889 på Bångbro järnbruk i Ljusnarsbergs socken, var en svensk brukspatron och bergshistoriker.

## Biografi
Johan Oscar Carlberg var son till kopparslagaråldermannen Johan Magnus Carlberg. Han blev student vid Uppsala universitet 7 oktober 1836, filosofie kandidat 1842 och filosofie magister senare samma år. Efter avlagd hovrätts- och kameralexamen 1843 studerade han 1843-45 vid Bergsskolan i Falun varvid han även företog studier vid Jöns Jacob Berzelius' kemiska laboriorium och reste som bysantinsk stipendiat i Tyskland och Österrike 1845-46 samt företog även senare studieresor för att studera bergshanteringen i olika länder. Särskilt Nils Gabriel Sefström kom att intressera sig för Carlbergs resa.
1843 blev Carlberg auskultant i bergskollegium, var 1845-54 stipendiat på bergskontorets smidesstat, där hans uppdrag bland annat var ordnandet av tillverkningen vid Dylta svavelbruk och blev 1853 föreståndare för Åtvidabergs kopparverk. 1857 tillades han professors namn. 1859-1867 var han disponent för Kaveltorps kopparverk och delägare i detsamma. Carlberg var även 1865-1888 överbefälhavare för Nya Kopparbergs frivilliga skarpskytterförening, byggde 1868 Bångbro kopparhytta som han sedan drev till sin död och anlade även Gustavsschakts hagelfabrik, allt i Ljusnarsbergs socken. Därtill var ordförande i kommunalnämnden i Ljusnarsbergs kommun ombud för landstingets kommitterade för skjutkonstens utbredande inom Örebro län. Han blev 1879 riddare av Nordstjärneorden. Han var far till agitatorn Kata Dalström.
Carlberg är även känd för Historiskt sammandrag om svenska bergverkens uppkomst och utveckling, utgivet 1879 och länge ett av de främsta verken om bergsnäringens historia.